# Llano Jorge
Llano de Jorge es un pueblo venezolano ubicado en el municipio Bolívar del estado Táchira. Tiene una población de unos 5.000 habitantes aproximadamente.
Limita al norte con el municipio San Antonio del Táchira , al sur con Junín, al este con Junín y Libertad y al oeste con las ciudades colombianas de Villa del Rosario, y Juan Frío. Es paso secundario atravesado entre la ciudad colombiana de Cúcuta. Está muy próxima al área metropolitana de Cúcuta (Colombia).
El contrabando también forma parte de la economía de esta zona fronteriza por las diferencias cambiarias representar bajos costos en alimentos y bebidas además de la subvención a la gasolina en Venezuela representa un costo 10 veces menor que en Colombia. El intercambio cultural y comercial con el país neogranadino es único. De hecho, ésta es forma parte de la considerada la frontera más activa de América Latina. Viéndose menguada debido a la situación económica actual.
- Datos: Q61859612